# Sveriges demografiska mittpunkt
Sveriges demografiska mittpunkt är den punkt dit den sammanlagda resvägen (fågelvägen) för hela Sveriges befolkning är som minst. 
1989 beräknade Statistiska Centralbyrån (SCB) att Sveriges demografiska mittpunkt fanns i Svennevad i Hallsbergs kommun. När beräkningen gjordes på nytt 2007 hade den förflyttat sig sex kilometer åt sydost, till Hjortkvarn i samma kommun. 